# 薔薇ード
「薔薇ード」（ばらード）は、俺の楽曲。俺のメジャーデビューシングルで、2020年4月15日にユニバーサルミュージックより配信された。

## 概要
救世主（メシア）を自称し、Twitterでのナルシシスティックな発信をメインに活動している俺のメジャーデビューシングル。俺の音楽デビューについては2019年12月頃からレコーディングを匂わせるツイートを度々行っており、2020年4月1日にエイプリルフールならぬ「エイプリルトゥルース」として、メジャーデヴューが決まったことと本楽曲の曲名の告知ツイートがなされた。
同月15日より、各サブスクリプションサイト・ダウンロードサイトにて配神がスタート。ユニバーサルミュージックでのメジャーデヴューとなったが、最大の決め手は「端的に言うと『発音』」であると俺は述べ、社名にVが入っていたことが契約の決定打になったとされる。
本楽曲は歌唱のみならず、作詞、作曲、編曲も俺が手掛けたとされ、配神日当日のツイートではギター、ベース、ドラム、ピアノ 、オーケストラ、レコーディング、ミックス、マスタリング、JASRAC登録も全部俺が行ったとしている。なお、「bacter」のインタビューにて楽曲の創作秘話を問われた際、俺は「HONEYSの願いを叶えたい。その想いだけでmicの前に立ったんだ。でも、歌う前にOKが出てしまったから、創作秘話は特にないかな。」と回答しており、これらについての詳細は語っていない。
タイトル通り、バラード曲となっているが、本楽曲の最大の特徴としてジャケットにも明記されている「6分間、息継ぎなし」で途切れなく歌唱し続けていることが挙げられる。俺は息継ぎなしである本楽曲について以下のコメントを寄せている。

## 収録内容
| 全作詞・作曲・編曲: 俺。 |              |      |            |      |
| #                        | タイトル     | 作詞 | 作曲・編曲 | 時間 |
| 1.                       | 「薔薇ード」 | 俺   | 俺         | 6:18 |
| 合計時間:                | 合計時間:    | 6:18 |            |      |

## ミュージック・ビデオ
配神開始と同日に、UNIVERSAL MUSIC JAPAN公式YouTubeチャンネルにフル尺のミュージック・ビデオが投稿された。
株式会社エレファントストーンが主体のフィルムメイキングメディア/チーム・bacterが制作を担当。中央に俺を映したMVが流れるが、動画自体はiPhoneのApple Musicを模した縦長の画面になっている。俺特有の世界観を表現するため、中央のMVには一昔前のヴィジュアル系バンドのPVを想起させるような演出がなされ、その他の画面はスマートフォン風であることを意識し、途中でHONEYSのメッセージ通知が表示されたり、「グラミー賞 検討委員会」「武道館」「ヴァッハ」などから着信が入ったりする俺らしいネタが盛り込まれている。

### スタッフ（MV）
- 撮影：奥野尚之
- 照明：嶺隼樹
- メイク：進士あゆみ、松本茜音
- 編集：今津祥、馬場樹、坂内七菜、沼田昌樹
- アシスタントディレクター：安藤興作、金鵬、丸山夏奈
- ディレクター：嶋﨑亜美、山部哲也[10]